# Bromeliohyla bromeliacia
Bromeliohyla bromeliacia är en groddjursart som först beskrevs av Schmidt 1933.  Bromeliohyla bromeliacia ingår i släktet Bromeliohyla och familjen lövgrodor. IUCN kategoriserar arten globalt som starkt hotad. Inga underarter finns listade.